# Defesa da fortaleza de Brest
A defesa da Fortaleza de Brest ocorreu entre 22 e 30 de junho de 1941, e foi uma das primeiras batalhas da Operação Barbarossa, durante a Segunda Guerra Mundial. A Fortaleza de Brest foi defendida pelo Exército Vermelho soviético contra a Wehrmacht da Alemanha nazista, durante um período mais longo do que esperado, e se tornou um símbolo da resistência soviética durante a chamada 'Grande Guerra Patriótica', juntamente com a as batalhas de Moscou, Leningrado e Stalingrado, que desencadearam o início do fim da máquina de guerra nazista. Em 1956 a fortaleza recebeu o título de Fortaleza Heroína pela sua defesa de 1941.

## Contexto
A região em torno da Fortaleza de Brest, do século XIX, foi o sítio onde ocorreu a Batalha de Brześć Litewski, em 1939, quando as forças alemãs a capturaram da Polônia durante a Campanha Polonesa de Setembro. No entanto, de acordo com os termos do Pacto de Não-Agressão Soviético-Alemão de 1939, o território em torno de Brest, assim como 52% do território da Polônia na época, foi designado à União Soviética. Assim, no verão de 1941, os alemães se viram forçados a capturar a fortaleza novamente - desta vez, dos soviéticos.
Os alemães planejavam capturar Brest e a fortaleza, que se localizava no caminho do Grupo de Exércitos do Centro, durante as primeiras horas da Operação Barbarossa. A fortaleza e a cidade controlavam os pontos de travessia do rio Bug, bem como a rodovia e a ferrovia que ligavam Moscou a Varsóvia, capital da Polônia.